# Aoteatilia psila
Aoteatilia psila är en snäckart som först beskrevs av Suter 1908.  Aoteatilia psila ingår i släktet Aoteatilia och familjen Columbellidae. Inga underarter finns listade i Catalogue of Life.